# Octacnemidae
Octacnemidae Herdman, 1888 è una famiglia di organismi tunicati della classe Ascidiacea.

## Descrizione
A differenza delle altre famiglie di ascidie, gli octacnemidi hanno una apertura orale estremamente grande, frutto di un adattamento alla vita in acque profonde.

## Distribuzione e habitat
La famiglia ha una distribuzione cosmopolita, essendo presente nelle acque di tutti i continenti compreso l'Antartide. Una specie (Dicopia antirrhinum) è stata rinvenuta nel mar Mediterraneo.
Popolano il piano batiale e abissale.

## Tassonomia
Comprende i seguenti generi:
- Benthascidia Ritter, 1907
- Cibacapsa Monniot C. & Monniot F., 1983
- Cryptia Monniot C. & Monniot F., 1985
- Dicopia Sluiter, 1905
- Kaikoja Monniot C., 1998
- Megalodicopia Oka, 1918
- Myopegma Monniot F. & Monniot C., 2003
- Octacnemus Moseley, 1877
- Polyoctacnemus Ihle, 1935
- Situla Vinogradova, 1969